# Trequanda
Trequanda è un comune italiano di 1 142 abitanti della provincia di Siena in Toscana, situato al confine tra la Val d'Orcia e le Crete Senesi.
Il comune ha ricevuto la Bandiera arancione del Touring Club Italiano, fa parte dell'Associazione nazionale città dell'olio e nel 2018 è stato inserito nel registro nazionale dei paesaggi rurali storici.

## Geografia fisica
- Classificazione sismica: zona 3 (sismicità bassa), ordinanza PCM 3274 del 20/03/2003
- Classificazione climatica: zona E, 2115 GR/G
- Diffusività atmosferica: media, Ibimet CNR 2002

## Origini del nome
Il nome Trequanda lo si fa derivare dal toponimo etrusco Tarkonte, mitico eroe etrusco o da terram quandam, "una certa terra", ovvero "particolare".

## Storia
I primi insediamenti furono certamente etruschi come dimostrano ritrovamenti archeologici e nomi dei luoghi (Cennano, Sicille, Malcensis, Asso) per poi passare dalla dominazione romana a quella dei Longobardi e Franchi. Documenti storici del 1198 parlano per la prima volta di Trequanda, feudo dei Cacciaconti della Scialenga, famiglia di origine franco-salica a cui l'imperatore Ottone IV nel 1211 accordò il permesso di riscuotere gabella di pedaggio nella corte e nella terra di Trequanda. Per la sua posizione dominante fu continua l'ingerenza della Repubblica di Siena nelle questioni trequandine finché nel 1255 impose la sua giurisdizione. All'epoca della guerra tra Firenze e Arezzo il castello fu rifugio dei ghibellini e dopo la sconfitta degli aretini nella battaglia di Campaldino del 1289 la guelfa Siena minacciò di radere al suolo il castello. Ceduto dai Cacciaconti ai Franzesi di Staggia nel 1309 per 18 000 lire, il castello passò definitivamente sotto la balzana senese. Nel 1552 entrò a far parte del Granducato di Toscana. Nel 1774 è aggregata alla podesteria d'Asciano con Petroio e Montisi; Castelmuzio fu unito alla comunità nel 1833. Oggi del comune di Trequanda fanno parte le frazioni di Castelmuzio e Petroio, due borghi medioevali che conservano il fascino del tempo passato nelle viuzze in pietra, nelle chiese e nei palazzi. Montisi ne è uscito nel 1877.

### Simboli
Lo stemma del comune di Trequanda si blasona di rosso, a tre calici d'oro. Il gonfalone municipale è un drappo di bianco.

## Monumenti e luoghi d'interesse

### Architetture religiose
Trequanda

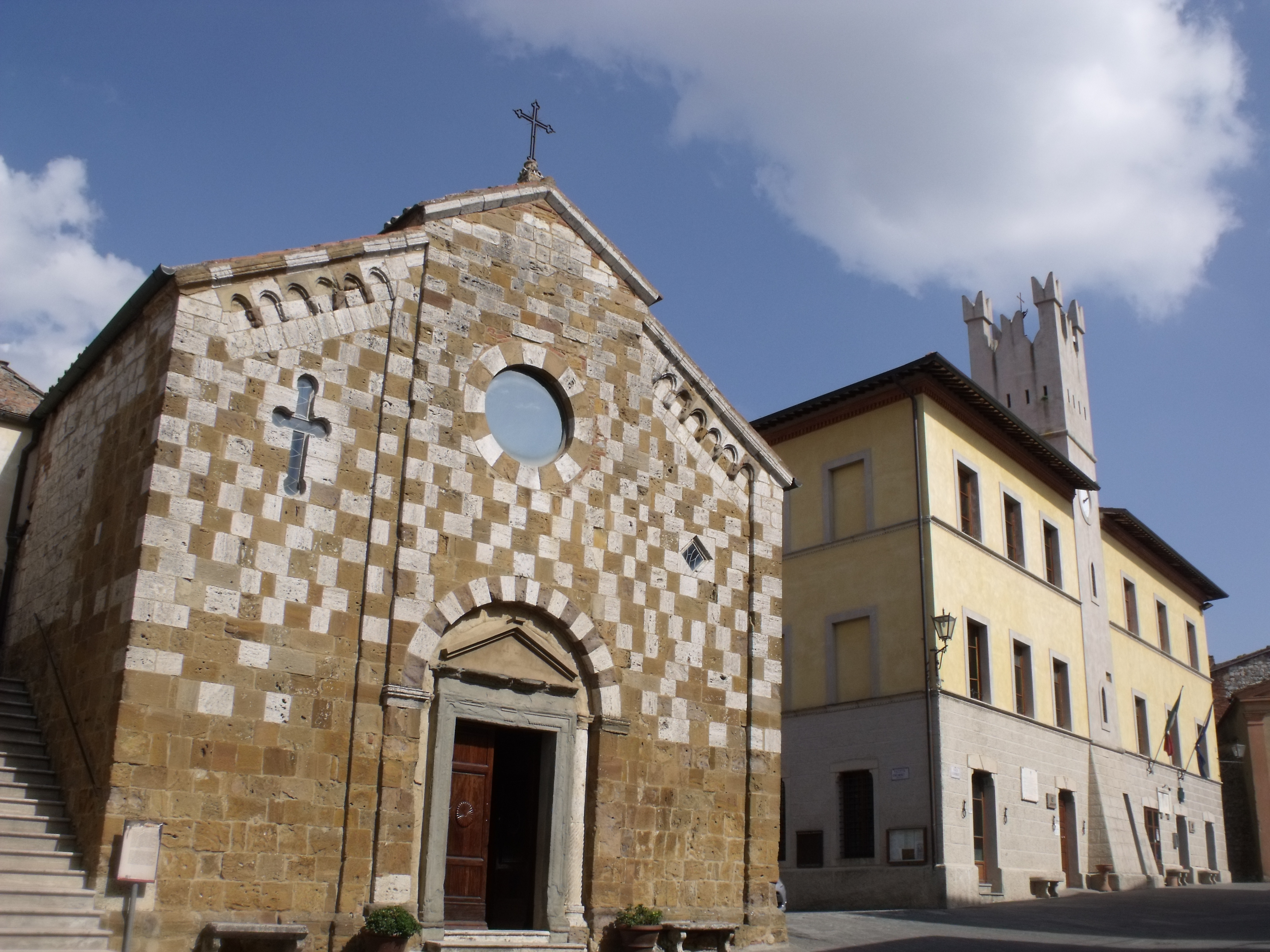
La chiesa parrocchiale dei Santi Pietro e Andrea e il municipio

- Chiesa parrocchiale dei Santi Pietro e Andrea
- Chiesa della Madonna del Sodo
- Chiesa della Compagnia dell'Immacolata Concezione

Castelmuzio
- Chiesa parrocchiale di Santa Maria Assunta
- Oratorio della confraternita della Santissima Trinità e di San Bernardino
- Pieve di Santo Stefano a Cennano

Petroio
- Chiesa di San Giorgio
- Chiesa dei Santi Pietro e Paolo
- Chiesa della Madonna della Rosa
- Cappella della Madonna del parto
- Abbadia Sicille: chiesa di Santa Maria a Sicille

### Architetture civili
Trequanda
- Palazzo del Municipio
- Rocca
- La Torre di Molino a vento è un antico colombaio costruito alla fine del XVIII secolo, situato in un bosco di lecci e cipressi poco distante dal centro storico. Distribuita su tre piani, la struttura interna consiste in una grande scala a chiocciola in mattone e conserva ancora più di cinquecento nidi disposti a scacchiera sulle pareti, che servivano per l'allevamento dei colombi viaggiatori. L'esterno presenta una forma ottagonale con tetto e davanzale decorati in terracotta.[7]

Castelmuzio
- Monumento ai caduti

### Musei
- Museo Collezione Archeologica Giancarlo Pallavicini
- Museo d'arte sacra della confraternita di San Bernardino da Siena e della Santissima Trinità a Castelmuzio
- Museo della Terracotta a Petroio

## Società

### Evoluzione demografica
Abitanti censiti

### Etnie e minoranze straniere
Secondo i dati ISTAT al 31 dicembre 2009 la popolazione straniera residente era di 160 persone. Le nazionalità maggiormente rappresentate in base alla loro percentuale sul totale della popolazione residente erano:
- India 31 2,24%
- Romania 26 1,88%
- Macedonia 22 1,59%
- Germania 15 1,08%

## Cultura

### Attività e tradizioni
Importante la produzione di terrecotte (Petroio) e l'allevamento, allo stato brado, dei bovini di razza chianina. A vocazione prettamente agricola, Trequanda si è trasformata in questi ultimi anni in un centro di vacanza e di riposo con attrezzati agriturismi e case vacanze. Un'oasi intatta di equilibrio, di accordo tra l'uomo, le sue opere e la natura con la sensibilità e le precisa volontà necessarie a proteggerlo. I cibi del luogo conservano ancora il loro sapore antico; dal pane senza sale alla cacciagione al cacio (formaggio pecorino) al panunto (bruschetta) agli insaccati di maiale, ecc. Orgoglio della cucina locale è l'olio extravergine di oliva, frutto del particolare habitat in cui sono coltivati, in tutto il territorio comunale, gli oliveti. Il Comune di Trequanda è promotore e aderente all'Associazione Nazionale "Città dell'Olio".

### Eventi
- Maggio: Festa della Beata Bonizzella
- Agosto: Festival della Birra e della Musica Indipendente - Tre Gotti Al Campino
- Ottobre: Festa dell'Olio Novo

## Amministrazione
Di seguito è presentata una tabella relativa alle amministrazioni che si sono succedute in questo comune.
| Periodo         | Periodo         | Primo cittadino  | Partito                                                        | Carica           | Note  |
| --------------- | --------------- | ---------------- | -------------------------------------------------------------- | ---------------- | ----- |
| 16 giugno 1985  | 24 giugno 1990  | Atos Meiattini   | Partito Comunista Italiano                                     | Sindaco          | [ 9 ] |
| 24 giugno 1990  | 24 aprile 1995  | Edoardo Cannoni  | Partito Comunista Italiano, Partito Democratico della Sinistra | Sindaco          | [ 9 ] |
| 24 aprile 1995  | 17 gennaio 1997 | Giordana Carpi   | lista civica                                                   | Sindaco          | [ 9 ] |
| 17 gennaio 1997 | 28 aprile 1997  | Gabrio Vittori   | lista civica                                                   | Vicesindaco f.f. | [ 9 ] |
| 28 aprile 1997  | 14 maggio 2001  | Atos Meiattini   | lista civica                                                   | Sindaco          | [ 9 ] |
| 14 maggio 2001  | 30 maggio 2006  | Atos Meiattini   | lista civica                                                   | Sindaco          | [ 9 ] |
| 30 maggio 2006  | 17 maggio 2011  | Franca Muzzi     | lista civica                                                   | Sindaco          | [ 9 ] |
| 28 maggio 2011  | 5 giugno 2016   | Roberto Machetti | lista civica di centro-sinistra Uniti per il comune            | Sindaco          | [ 9 ] |
| 5 giugno 2016   | 4 ottobre 2021  | Roberto Machetti | lista civica di centro-sinistra Trequanda comune               | Sindaco          | [ 9 ] |
| 4 ottobre 2021  | in carica       | Andrea Francini  | lista civica di centro-sinistra Trequanda in cammino           | Sindaco          | [ 9 ] |